# 王滨梅
王滨梅（1970年1月10日—），浙江玉环人，现居杭州:236。越剧女演员，擅长旦角，一级演员，同时也是中国民主促进会会员、中华人民共和国第十三届全国人大代表。现任浙江小百花越剧院院长、浙江越剧团业务副团长。她在《九斤姑娘》、《我的娘姨我的娘》、《西泠风月》、《天之骄女》、《秋瑾》等剧中饰演女主角，多次引起反响。曾获中国戏剧奖·梅花表演奖、第二届中国越剧节“十佳演员”榜首。是中国电视家协会会员、中国戏曲表演学会会员、浙江省青年联合会会员:236。

## 生平
1970年，王滨梅出生在玉环县坎门镇（今坎门街道）胡沙头:236一个普通的工人家庭。当时越剧非常流行，在父母的熏陶下，她走上了越剧的路。小学时，她唱越剧便已小有名气。她还曾报名参加玉环县越剧团的招考，虽因年龄原因未被录取，但引起了团内叶继荣老师的注意，他对王滨梅进行了系统全面的训练。11岁那年，她到杭州参加浙江艺术学校越剧科招收学员的应试，通过了初试，但在复试时患了重感冒导致嗓子沙哑，无法演唱，最后评委们争取到了一个破格录取的名额。次年，她第一次参加公演，扮演《盘夫》中的刘兰贞，因为紧张而忘了词，台下的观众给了她掌声鼓励:290。小学三年级时，她已经成为班里的重点培养对象:290。1986年她小学五年级时，从浙江艺术学校毕业，被分配到浙江越剧一团（后和浙江越剧四团合并为浙江越剧团）当花旦演员。
1988年，她在越剧《西泠风月》中饰演南齐歌姬苏小小，获得成功。当时这一角色原本要让钱爱玉来扮演，结果后者因参加全国人大而无法排练，这一重担最后便落在了王滨梅身上。这次演出奠定了她在剧团中的地位。1994年，在浙江越剧团与浙江电视台合拍的十集越剧电视连续剧《天之骄女》中，她饰演高阳公主，这是她第一次参演戏曲电视:291。她精心准备，最终获得专家和观众的好评。次年，她通过选拔成为8集越剧电视连续剧《秋瑾》女主角，扮演秋瑾。该剧由浙江越剧团和浙江电视台、绍兴电视台合作拍摄。她通过各种方式，阅读大量的资料，深刻地把握秋瑾的形象。最终，该剧在全国引起轰动，并获得1996年第六届中宣部“五个一工程”奖、中国电视“飞天奖”一等奖等12项全国大奖，王滨梅本人也因此获得1996年全国戏曲电视最佳演员奖等奖项。通过《秋瑾》，王滨梅成为浙江越剧团的“当家花旦”之一。1997年9月，她加入中国民主促进会。
2013年，她出演草根越剧《九斤姑娘》，在里面饰演女主角九斤姑娘。刚开始她对自己是否能扮演好这个角色感到怀疑，后来编剧列举了三点理由，给了她信心:293。她在排练的几个月中瘦了12斤。凭借这部戏，她成为第26届中国戏剧奖·梅花表演奖的获奖者。同年她出演《我的娘姨我的娘》并在其中饰演吴玉梅，演绎了海岛医生吴棣梅的形象，感动了全场观众，引起了“口碑效应”。巧合的是，王滨梅和吴棣梅都是玉环人。《我的娘姨我的娘》是浙江省第十二届戏剧节的开幕大戏，于2013年11月6日在浙江省人民大会堂首演。:2982017年5月，她被选为中国民主促进会浙江省第十届委员会副主委。2018年1月，她当选第十三届全国人民代表大会代表，任期至2023年5月。5月，她在越剧《游子吟》中扮演孟郊的母亲，首次尝试老旦的形象:300。2019年8月5日，浙江小百花越剧院正式揭牌，王滨梅任院长。这次“正式揭牌”实质上是院内的改革，使得该院下属的浙江越剧团和浙江小百花越剧团合署办公。

## 职业
王滨梅身高1.65米，体态丰盈；嗓音具有磁性，有金属亮色，音域宽广，委婉动人；唱腔优美甜润，行腔婉转明畅；扮相端庄靓丽，表演细腻。她擅长越剧各种旦角流派唱腔，包括傅派、金派、吕派及越歌、流行歌曲。在浙派唱腔唱法上，形成了浙江越剧团独有的风格:237。她多次参加出访艺术团，到西欧各国及香港、澳门演唱越剧:294，并随中央电视台“心连心”艺术团到三峡等地慰问演出，多次参加国务院侨办组织的交流演出:237。在浙江越剧团，她是分管业务的副团长，负责团队的发展和越剧艺术的传承:300。

### 作品
| 日期   | 作品名             | 类型           | 角色           | 来源  |
| ------ | ------------------ | -------------- | -------------- | ----- |
|        | 《莫问奴归处》     | 越剧           | 女主角         | [ 4 ] |
| 1988年 | 《西泠风月》       | 越剧           | 女主角苏小小   | [ 4 ] |
|        | 《孟丽君》         | 越剧           | 孟丽君         | [ 4 ] |
|        | 《讨饭国舅》       | 越剧           | 小娟           | [ 4 ] |
|        | 《一夜生死恋》     | 越剧           | 女主角         | [ 4 ] |
|        | 《鸳鸯渡》         | 越剧           | 桃花           | [ 4 ] |
| 1994年 | 《天之骄女》       | 越剧电视连续剧 | 女主角高阳公主 | [ 4 ] |
| 1995年 | 《秋瑾》           | 越剧电视连续剧 | 女主角秋瑾     | [ 4 ] |
|        | 《朱元璋巧访记》   | 越剧电视连续剧 | 女主角马皇后   | [ 4 ] |
|        | 《圣母宝璧记》     | 越剧电视连续剧 | 女主角         | [ 4 ] |
|        | 《仇家姑娘》       |                |                | [ 4 ] |
|        | 《杨乃武平冤记》   |                |                | [ 4 ] |
|        | 《招贤记》         |                |                | [ 4 ] |
|        | 《竹叶青青》       |                |                | [ 4 ] |
|        | 《林生火》         | 儿童剧         | 参加演出       | [ 4 ] |
|        | 《孔雀东南飞》     | 越剧           | 刘兰芝         | [ 2 ] |
| 2009年 | 《九斤姑娘》       | 越剧           | 女主角九斤姑娘 | [ 2 ] |
|        | 《盘夫》           | 越剧           | 严兰贞         | [ 2 ] |
|        | 《白蛇传》         | 越剧           | 白素贞         | [ 2 ] |
|        | 《何文秀》         | 越剧           | 王兰英         | [ 2 ] |
|        | 《三篙恨》         | 越剧           | 白玉凤         | [ 2 ] |
|        | 《画眉》           | 越剧           | 画眉           | [ 2 ] |
|        | 《商城真情曲》     | 越剧           | 李淑华         | [ 2 ] |
|        | 《日落日出》       | 越剧           | 怡冰           | [ 2 ] |
| 2013年 | 《我的娘姨我的娘》 | 越剧           | 吴玉梅         | [ 9 ] |

## 政治
王滨梅是浙江省第八届、第十一届政协委员，浙江省第5届、第6届、第7届青年联合委员会委员。她是中国民主促进会浙江省第十届委员会副主委。是第十三届全国人民代表大会代表，任期至2023年5月。她致力于让更多的年轻人关注戏曲的传承和发展，并认为要解决戏曲的人才问题，提高戏曲人员的社会地位和收入待遇，让年轻人有更多接触戏曲的机会。她还建议要引导发挥“乡贤”在乡村振兴特别是乡村治理中的作用。

## 获奖
- 1988年，在浙江日报等单位举办的第二届“浙江省艺术明星”评选中，王滨梅是越剧唯一入选演员[4]。
- 1988年，获得全国越剧青年演员电视大奖赛“荧屏奖”[17]。
- 1995年，因在《天之娇女》中饰演高阳公主而获得全国戏曲电视优秀演员奖。次年，凭借在《秋瑾》中的表现获得全国戏曲电视最佳演员奖，浙江电视“牡丹奖”最佳女主角奖[4]。
- 1999年，获中国戏剧节最佳领唱奖、中国电视“飞天奖”一等奖[17]。
- 是第四批浙江省宣传文化系统“五个一批”人才、2013年度全国三八红旗手，2014年获第三届中国越剧艺术节优秀表演奖[2]。
- 是第二届中国越剧节“十佳演员”（榜首）[18]。